# 刘哲 (1880年)
刘哲（1880年—1954年1月7日），字敬舆，中國吉林九台人。中华民国政治人物。

## 生平
刘哲毕业于京师大学堂文科。后历任吉林省议会议员、议长，还曾任北洋政府总统府顾问、吉林法政专门学校校长等职。他属于张作霖领导的奉系。
1922年，他当选国会参议院议员。1924年，他任中东铁路理事。1927年6月，出任潘复内阁教育总长兼国史館副总裁，他也是北洋政府最后一任教育总长，在其任内九所国立大学合并为京师大学校，1927年8月由他兼任校长。1928年皇姑屯事件中与张作霖同乘，但幸免于难。
北京政府倒台后，他成为张学良的手下，历任东北政务委员会委员、東北边防司令長官公署参議、哈尔滨中俄工业大学校长，接收东北各地事宜委员会委员，行政院驻平政务整理委员会委员，冀察政务委员会委员等职。1935年（民国24年）12月他被任命为冀察政務委員会常務委員兼東北大学校長。1938年与1940年两度出任国民参政会参政员，1943年任国民政府委员、政务惩戒委员会委员。1947年10月，他出任监察院副院长。后来他赴台湾。
1954年刘哲逝世。享年75岁。